# Cryptocarya kwangtungensis
Cryptocarya kwangtungensis H.T.Chang – gatunek rośliny z rodziny wawrzynowatych (Lauraceae Juss.). Występuje naturalnie w południowo-wschodnich Chinach – w północno-wschodniej części prowincji Guangdong. 

## Morfologia
PokrójZimozielone drzewo dorastające do 7 m wysokości. Gałęzie mają brązową barwę. Młode pędy są bardzo owłosione.
LiścieNaprzemianległe. Mają eliptyczny kształt. Mierzą 9–11 cm długości oraz 3–4 cm szerokości. Są skórzaste. Nasada liścia jest klinowa. Blaszka liściowa jest o ostrym wierzchołku. Ogonek liściowy dorasta do 6–10 mm długości.
KwiatySą zebrane w wiechy lub grona, o owłosionych i brązowożółtawych osiach, rozwijają się w kątach pędów lub na ich szczytach. Kwiatostan osiąga 2–3 cm długości, natomiast pojedyncze kwiaty mierzą 2 mm średnicy. Listki okwiatu są owłosione i mają żółtawą barwę. Mają 9 pręcików i 3 prątniczki o strzałkowatym kształcie. Zalążnia jest omszona.
OwoceMają kulisty kształt.

## Biologia i ekologia
Rośnie w gęstych lasach. Owoce dojrzewają w lipcu.